# Аскро
Аскро (фр. Ascros) — коммуна на юго-востоке Франции в регионе Прованс — Альпы — Лазурный берег, департамент Приморские Альпы, округ Ницца, кантон Ванс. До марта 2015 года коммуна административно входила в состав упразднённого кантона Пюже-Тенье (округ Ницца).
Площадь коммуны — 17,74 км², население — 153 человека (2006) с тенденцией к росту: 169 человек (2012), плотность населения — 9,52 чел/км².

## Население
Население коммуны в 2011 году составляло — 168 человек, а в 2012 году — 169 человек.
| 1962 | 1968 | 1975 | 1982 | 1990 | 1999 | 2004 | 2006 | 2009 | 2011 | 2012 |
| ---- | ---- | ---- | ---- | ---- | ---- | ---- | ---- | ---- | ---- | ---- |
| 155  | 143  | 120  | 132  | 123  | 145  | 153  | 153  | 145  | 168  | 169  |

Динамика численности населения:

## Экономика
В 2010 году из 81 человек трудоспособного возраста (от 15 до 64 лет) 51 были экономически активными, 30 — неактивными (показатель активности 63,0 %, в 1999 году — 55,3 %). Из 51 активных трудоспособных жителей работали 44 человека (28 мужчин и 16 женщин), 7 числились безработными (1 мужчина и 6 женщин). Среди 30 трудоспособных неактивных граждан 1 были учениками либо студентами, 9 — пенсионерами, а ещё 20 — были неактивны в силу других причин.
На протяжении 2010 года в коммуне числилось 72 облагаемых налогом домохозяйства, в которых проживало 141,0 человек. При этом медиана доходов составила 15 тысяч 413 евро на одного налогоплательщика.